# Madalena Coelho
Madalena Coelho (Lisboa, 1952-     ) é um pintora portuguesa.
Possui o quarto ano do curso de Pintura da Escola Superior de Belas-Artes de Lisboa. A sua pintura é essencialmente uma denúncia de alguns traços da sociedade portuguesa. Esta pintora cria imagens de grande angústia, que têm como suporte a força dos contrastes cromáticos e a imagística que lhe está subjacente.